# Jan Rudnicki (malarz)
Jan Rudnicki (ur. 1887 w Łukowicy k. Limanowej, zm. 1936 w Nieświeżu) – polski malarz.
Był wnukiem artysty malarza Aleksandra Gryglewskiego, synem jego córki z Zofii. Po ukończeniu gimnazjum w Nowym Sączu w 1904 rozpoczął studia w krakowskiej Akademii Sztuk Pięknych. Uczył się pod kierunkiem Floriana Cynka, Józefa Mehoffera i Jacka Malczewskiego, miał również zajęcia z Leonem Wyczółkowskim i Józefem Pankiewiczem. W 1909 ukończył naukę w Krakowie i wyjechał do Paryża, gdzie kontynuował edukację w szkole portretowej Antonia de La Gandara. Z Francji wyjechał do Włoch, a następnie przebywał w Londynie i Nowym Jorku, gdzie pogłębiał swoją wiedzę. W 1913 otrzymał zaproszenie od księcia Aleksandra Golicyna i wyjechał do Petersburga, gdzie zyskał sławę portrecisty. Do Polski powrócił w 1920 i jako ochotnik walczył w wojnie polsko-bolszewickiej, a następnie zamieszkał w Warszawie. Jego prace uczestniczyły w wystawach organizowanych przez Towarzystwo Zachęty Sztuk Pięknych, organizacja ta w 1935 wyróżniła artystę nadając mu dyplom honorowy. Rok po śmierci artysty w Zachęcie zorganizowano wystawę prac, na której przedstawiono 76 obrazów oraz grafiki i szkice.
Jan Rudnicki tworzył głównie w stylu art déco, w przeważającej części były to portrety eleganckich kobiet, sporadycznie malował pejzaże, widoki morskie i kwiaty. Najczęściej stosowaną techniką było malarstwo olejne, często używał akwareli, pasteli i sangwiny.